# Malý oblý sval
Malý oblý sval (lat. musculus teres minor) je jeden z kosterních svalů, které ovládají a stabilizují ramenní kloub. Tvoří oblé bříško, které je povázkou odděleno od podhřebenového svalu a je dále překryto svalem deltovým. Sval postupuje dále přes kloubní pouzdro ramenního kloubu, s jehož přední plochou srůstá, a upíná se na velký hrbolek pažní kosti, společně s nadhřebenovým a podhřebenovým svalem.